# Marian Słoniński
Marian Aleksander Wincenty Słoniński (ur. 17 lipca 1891 w Lądzie, zm. 21 kwietnia 1936 w Poznaniu) – pułkownik dyplomowany kawalerii Wojska Polskiego, uczestnik I wojny światowej i wojny polsko-bolszewickiej, kawaler Orderu Virtuti Militari.

## Życiorys
Urodził się 17 lipca 1891 w rodzinie Stefana i Stanisławy z Szeniców. Absolwent gimnazjum w Warszawie i wydziału prawa na Uniwersytecie w Odessie. W 1914 powołany do armii rosyjskiej, gdzie służył w 4 pułku dragonów. Od 1917 w szeregach kawalerii I Korpusu Polskiego. Po kapitulacji Korpusu w maju 1918 wrócił do kraju. W listopadzie 1918 w Sosnowcu zawiązał szwadron kawalerii włączony następnie do 3 pułku ułanów. Z pułkiem tym brał udział w wojnie polsko-bolszewickiej na stanowisku dowódcy 4. szwadronu. 15 lipca 1920 został zatwierdzony z dniem 1 kwietnia 1920 w stopniu majora, w kawalerii, w grupie oficerów byłych Korpusów Wschodnich i byłej armii rosyjskiej.
Szczególnie odznaczył się 20 sierpnia 1920 w walce pod Czeremchą, podczas której „zaatakował nieprzyjaciela w sile dwóch kompanii, pomimo zaciętego oporu wróg został rozbity i rozproszony. Za niezwykłe męstwo, odwagę i umiejętności prowadzenia szarży odznaczony Orderem Virtuti Militari”.
14 listopada 1921 został odkomenderowany do Szkoły Sztabu Generalnego w Warszawie, w charakterze słuchacza dwuletniego kursu. 3 maja 1922 został zweryfikowany w stopniu majora ze starszeństwem z 1 czerwca 1919 roku i 40. lokatą w korpusie oficerów jazdy (od 1924 – kawalerii), a jego oddziałem macierzystym był nadal 3 puł. 1 października 1923, po ukończeniu kursu i otrzymaniu dyplomu naukowego oficera Sztabu Generalnego, został przydzielony do Generalnego Inspektoratu Jazdy w Warszawie. Od 25 lipca do 15 września 1924 był odkomenderowany z Generalnego Inspektoratu Kawalerii do Dowództwa 1 Dywizji Kawalerii w Białymstoku na stanowiska szefa sztabu. Z dniem 10 września 1924 został przydzielony do Dowództwa 3 Dywizji Kawalerii w Poznaniu na stanowisko szefa sztabu. 1 grudnia tego roku został mianowany podpułkownikiem ze starszeństwem z 15 sierpnia 1924 i 8. lokatą w korpusie oficerów kawalerii. Z dniem 1 lipca 1927 został przeniesiony do 1 pułku ułanów w Augustowie na stanowisko pełniącego obowiązki dowódcy pułku. 1 stycznia 1929 został mianowany pułkownikiem ze starszeństwem z 1 stycznia 1929 i 2. lokatą w korpusie oficerów kawalerii. Po awansie został zatwierdzony na stanowisku dowódcy pułku. We wrześniu 1930 został przeniesiony do Departamentu Kawalerii MSWojsk. na stanowisko zastępcy szefa departamentu. W marcu 1932 został zwolniony z zajmowanego stanowiska i oddany do dyspozycji szefa Biura Personalnego MSWojsk. z zachowaniem dotychczasowego dodatku służbowego. Z dniem 1 września 1932 został mianowany członkiem Oficerskiego Trybunału Orzekającego.
Zmarł 21 kwietnia 1936 w Poznaniu. Trzy dni później został pochowany na cmentarzu wojskowym Garnizonowym w Poznaniu (kwatera 5-270).
Marian Słoniński od 9 listopada 1926 był żonaty z Bożeną, z którą miał dwoje dzieci.

## Ordery i odznaczenia
- Krzyż Srebrny Orderu Wojskowego Virtuti Militari nr 2900[1][22] – 1921[23]
- Krzyż Niepodległości (3 maja 1932)[24][1]
- Krzyż Walecznych (czterokrotnie)[25][1]
- Złoty Krzyż Zasługi (10 listopada 1928)[26][25][1]
- Medal Pamiątkowy za Wojnę 1918–1921
- Medal Dziesięciolecia Odzyskanej Niepodległości
- Krzyż Komandorski Orderu Świętego Sawy (Jugosławia, 1929)[27][28]
- Krzyż Kawalerski Orderu Leopolda (Belgia)[29]
- Medal Zwycięstwa („Médaille Interalliée”)[29]